# الحزب الشيوعي الأسترالي
الحزب الشيوعي الأسترالي Communist Party of Australia تأسس عام 1920 وحل في عام 1991. فشكل أعضاؤه حزبا جديدا سموه الحزب الاشتراكي الأسترالي، ثم أعادوا تسميته بالاسم الأول وهو الحزب الشيوعي الأسترالي.
بلغ الحزب أوج قوتها في الأربعينات وواجه خطر الحظر عام 1951. وعلى الرغم من انه لا يشكل حزبا سياسيا له وزن يهدد بقية الأحزاب حاليا، إلا أن له تأثير كبير على النقابات العمالية والحركات الاجتماعية والثقافة الوطنية.
تأسس الحزب الشيوعي في سيدني في أكتوبر 1920 من قبل مجموعة من الاشتراكيين المتأثرين بالثورة الروسية الشيوعية في روسيا 1917.

## تاريخ

### تأسيس الحزب وأولى سنواته
أُسس الحزب الشيوعي الأسترالي في مدينة سيدني بتاريخ 30 أكتوبر 1920 على يد مجموعة من الاشتراكيين المتأثرين بالثورة الروسية. تضمنت المجموعة أعضاءً في الحزب الاشتراكي الأسترالي وبعضًا من أعضاء الحزب الاشتراكي الفيكتوري (دون أن يعلن الحزب بحد ذاته الانضمام)، بالإضافة إلى مجموعة من متنوعة من النقابيين المحاربين. كان من بين مؤسسي الحزب، النقابي البارز في سيدني، جوك جاردن، وتوم والش، وويليام بيزلي إيرسمان، إضافة إلى مجموعة من النساء المناديات بمنح المرأة الحق في التصويت، بما في ذلك أديلا بانكهورست (ابنة الناشطة بمجال حقوق المرأة، البريطانية إميلين بانكيرست) وكريستيان جولي سميث وكاثرين سوزانا بريتشارد.

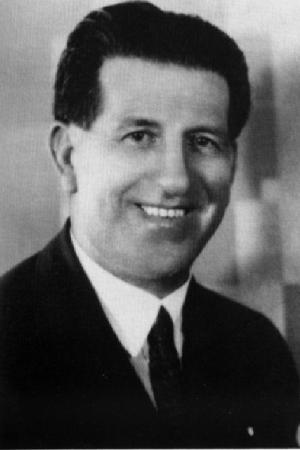
جوك جاردن، أحد مؤسسي الحزب الشيوعي الأسترالي عام 1920.

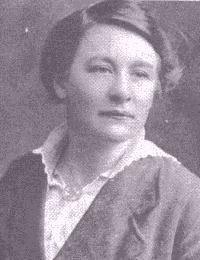
أديلا بانكهورست، واحدة من مؤسسي الحزب الشيوعي الأسترالي عام 1920.

انضم معظم أعضاء الفرع الأسترالي غير القانوني في اتحاد العمال العالمي إلى الحزب الشيوعي الأسترالي، لكن، سرعان ما غادر اتحاد العمال، مع أعضائه الأصليين، الحزب الشيوع، بعد خلافات مع إدارة الاتحاد السوفيتي والبلشفية. في سنواته الأولى، تمكن الحزب من تحقيق بعض التأثير في الحركة النقابية في ولاية نيوساوث ويلز، بفضل جهود جوك جاردن بشكل أساسي. مع ذلك، تضاءل حجم تأثير الحزب بحلول منتصف عشرينيات القرن العشرين بشكل ملحوظ.
تمكن العضوان التنفيذيان في الحزب الشيوعي الأسترالي، هيتي وهيكتور روس، من الحصول على موافقة الحزب الشيوعي النيوزلندي (الصغير أيضًا) بالانضمام إلى اتفاقية السلام الشامل، بصورة مؤقتة. أعقب ذلك عدة زيارات متبادلة بين الحزبين بقيادة كل من هاري كوايف والعضو السابق في اتحاد العمال العالمي، نورمان جيفري. 
في عام 1924، طُرد جاردان وشيوعيين آخرين من حزب العمال. ترشح في انتخابات ولاية نيوساوث ويلز لعام 1925 عدة مرشحين عن الحزب الشيوعي الأسترالي، بمن فيهم جوك جاردن، لمقاعد الطبقة العاملة في مواجهة حزب العمال الأسترالي، لكن الأخير تمكن من حسم نتيجة الانتخابات لصالحه. دفعت هذه النتائج جاردن لترك الحزب والعودة إلى حزب العمال في عام 1926. انتقلت قيادة الحزب الشيوعي الأسترالي بعد مغادرة جاردن لمنصبه إلى الناشط الشيوعي الكندي المخضرم، جاك كافاناه، الذي انتقل للعيش في أستراليا في عام 1925، وإلى الصحفي وابن شقيق قاضي المحكمة العليا إتش. بي. هيغنز، إسموند هيغنز من ملبورن.
في عام 1929، شعرت قيادة الحزب بالاستياء من منظمة الشيوعية الدولية (الكومنترن) التي تحولت، بأوامر من جوزيف ستالين، إلى الخطاب الثوري الراديكالي (مفهوم الفترة الثالثة)، وأرسل المبعوث الشيوعي الأمريكي هاري مور ويكس لتصحيح الأخطاء الملموسة للحزب. في عام 1930، طُرد كافاناه من قيادة الحزب، واستقال هيغنز من منصبه. فرضت منظمة الشيوعية الدولية قيادة جديدة على الحزب، تتكون من جيه بي (جاك) مايلز، ولانس شاركي، وريتشارد ديكسون، وتمكن هؤلاء الثلاثة من قيادة الحزب لمدة ثلاثين عامًا تالية. خلال ثلاثينيات القرن العشرين، شهد الحزب الشيوعي الأسترالي شيئًا من النمو، خاصة بعد عام 1935، عندما غيرت منظمة الشيوعية الدولية من سياساتها لصالح إنشاء «جبهة موحدة ضد الفاشية». تأسست الحركة المعادية للحرب والفاشية في عام 1933 لتجمع جميع معارضي الفاشية تحت مظلة منظمة يسيطر عليها الشيوعيون. حرضت الحركة على الأحداث التي أدت إلى محاولة استبعاد إيوغن كيش من أستراليا في أواخر عام 1934 وأوائل عام 1935.
كان الحزب الشيوعي الأسترالي أول حزب سياسي في البلاد يعلن التزامه بحقوق السكان الأصليين في بياناته بدءًا من عام 1931.

### صعود الحزب خلال فترة الحرب العالمية الثانية
لطالما كان مرشحو الحزب الشيوعي الأسترالي يحصلون على نسبة تصويت ضعيفة في الانتخابات البرلمانية. مع ذلك، تمكن الحزب من الفوز بعدة مناصب في النقابات العمالية، كاتحاد عمال المناجم، واتحاد عمال ووترسايد في أستراليا. أنشأ الحزب أيضًا منظمة تجمع العاطلين عن العمل لمقاومة عمليات الطرد. انضم نشطاء من الحزب إلى وحدات الأولوية الدولية العسكرية للدفاع عن الجمهورية الإسبانية الثانية ضد قوات الديكاتتور فرانثيسكو فرانكو. خلال تلك الفترة، كان أعضاء الحزب الشيوعي الأسترالي تحت مراقبة مستمرة من قبل الشرطة وقوات المخابرات، وكانوا يتعرضون للمضايقات من قبل المحاكم. 
في عام 1939، وبعد رفض الفرنسيين والبريطانيين للجهود السوفيتية لاحتواء العدوان النازي من خلال التعاون والتحالف مع كل من فرنسا وبريطانيا، وقعت ألمانيا النازية مع الاتحاد السوفيتي معاهدة عدم اعتداء. وافق الاتحاد السوفيتي على عدم الانخراط في أعمال عدائية ضد ألمانيا مع اندلاع الحرب العالمية الثانية مع وجود فجوة أيديولوجية واسعة بين البلدين (وأعلنت أستراليا في تلك الفترة الحرب على ألمانيا النازية لغزو بولندا). عارض الحزب الشيوعي الأسترالي المشاركة الأسترالية في الحرب، وسعى إلى تعطيل المجهود الحربي الأسترالي ضد ألمانيا في المراحل الأولى من الحرب العالمية الثانية وذلك بأوامر من منظمة الشيوعية الدولية، على أساس أن الحرب بين الدول الإمبريالية وليست في مصلحة الطبقة العاملة. حظر مينزيس اتفاق السلام الشامل بعد سقوط فرنسا عام 1940، ولكن، ومع حلول عام 1941، اضطر ستالين للانضمام إلى الحلفاء بعد نكس هتلر للميثاق وغزوه الاتحاد السوفيتي. تحمل اتحاد الجمهوريات الاشتراكية السوفيتية وطأة مذبحة آلة هتلر الحربية. ارتفع عدد أعضاء الحزب إلى 20 ألفًا، وتمكن من السيطرة على عدد من النقابات العمالية المهمة، وانتخب المرشح الشيوعي، فريد باترسون، لعضوية برلمان كوينزلاند. تمكن الحزب من الحصول على غالبية المقاعد في منطقة كيرسلي شاير في ولاية نيوساوث ويلز من عام 1944 وحتى عام 1947. كانت مقاطعة شاير في تلك الفترة ملتزمة بالاشتراكية المحلية، ودعت إلى تأميم الكهرباء وزيادة الأجر الجماعي، وكانت متميزة بنشاطها في الشؤون الفيدرالية والدولية. مع ذلك، ظل الحزب الشيوعي الأسترالي هامشيًا بالمقارنة مع بقية التيارات السياسية السائدة في أستراليا، وظل حزب العمال الأسترالي بالمقابل المهيمن على الطبقة العاملة في البلاد.

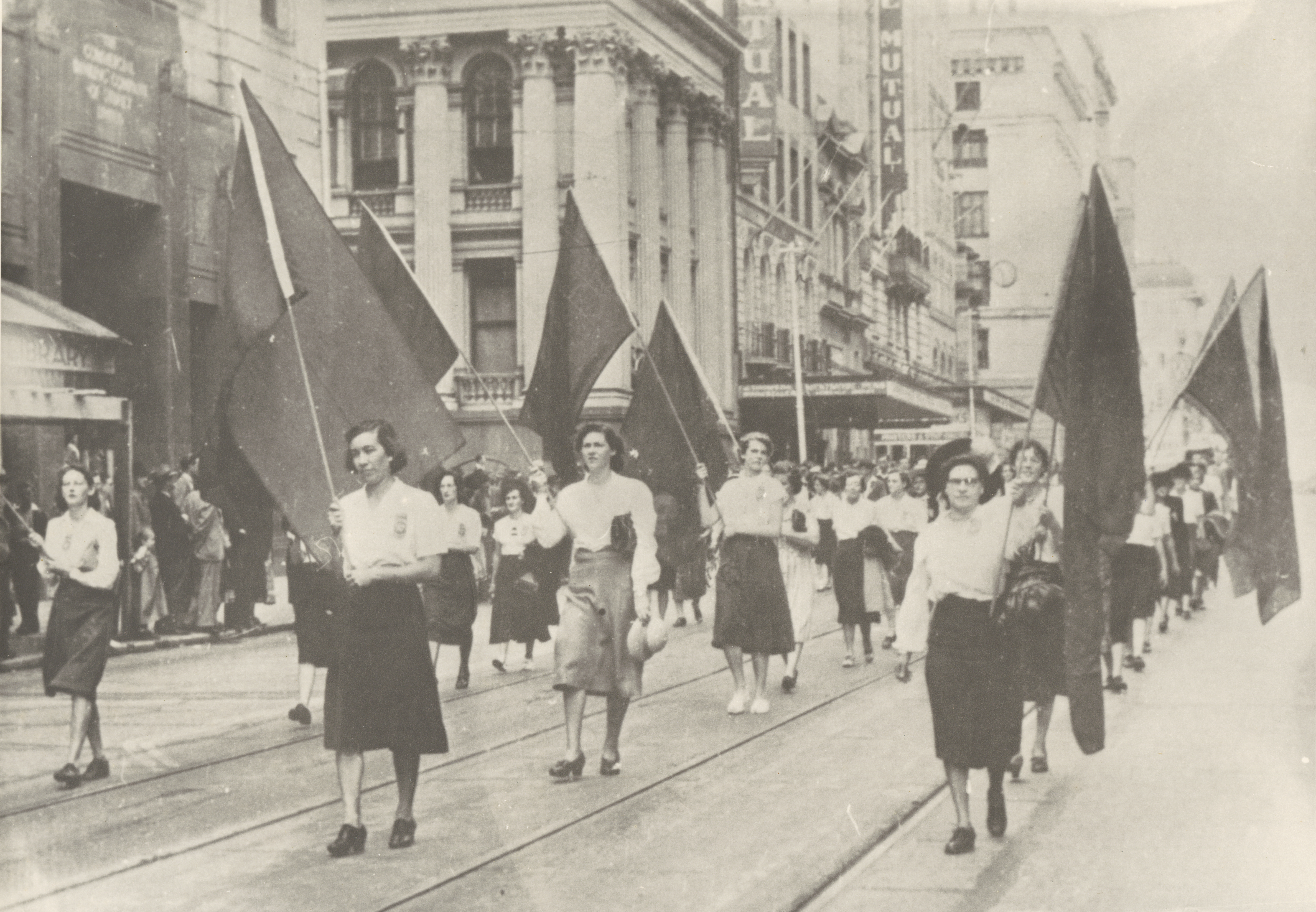
عضوات في الحزب الشيوعي الأسترالي يقدن مسيرة يوم مايو في مدينة بريزبان الأسترالية عام 1944

### ما بعد الحرب
بعد عام 1945، ومع بداية الحرب الباردة، دخل الحزب الشيوعي الأسترالي مرحلة مطّردة من التدهور. مع اتباعه للخط الجديد من موسكو، وإيمانًا منه باقتراب اشتعال «حرب إمبريالية جديدة» وبدء كساد كبير وبضرورة التنافس على قيادة الطبقة العاملة مع حزب العمالي الأسترالي، بدأ الحزب الشيوعي الأسترالي، في عام 1947، إضرابًا طويل الأمد، بلغ ذروته في إضراب عمال مناجم الفحم في عام 1949. رأت حكومة حزب العمال برئاسة بين تشيفلي في الإضراب تحديًا شيوعيًا لموقعها في الحركة العمالية، واستخدمت الجيش والشرطة لتعطيله. لم يتمكن الحزب الشيوعي بعدها من كسب هذه المكانة القوية في الحركة النقابية مرة أخرى.